# Des Teufels Lustschloß
Des Teufels Lustschloß ist eine Oper in drei Akten mit Musik von Franz Schubert aus dem Jahr 1813/1814 (D 84). Die gesprochenen Dialoge stammen von August von Kotzebue. Im Untertitel wird das Werk als „natürliche Zauber-Oper“ bezeichnet.

## Handlung
Ein Mann unterzieht den kurz zuvor angetrauten Gemahl seiner Nichte einer Prüfung auf Treue und Beständigkeit und bedient sich dabei künstlicher Geistererscheinungen und Zaubertricks in einem mit Theatermaschinerien ausgestatteten Schloss.
Kotzebues Buch von 1801 geht auf Le château du diable von Joseph-Marie Loaisel de Tréogate (Paris 1792) zurück; das Libretto war bereits von Ignaz Walter und Johann Friedrich Reichardt vertont worden. Der erst sechzehnjährige Schubert schrieb die Oper in zwei Fassungen innerhalb eines Jahres. Zum ersten Mal aufgeführt wurde das Werk konzertant am 12. Dezember 1879 im Wiener Musikvereinssaal. Die szenische Uraufführung erfolgte erst am 17. März 1978 im Hans-Otto-Theater Potsdam.